# Pila bautismal

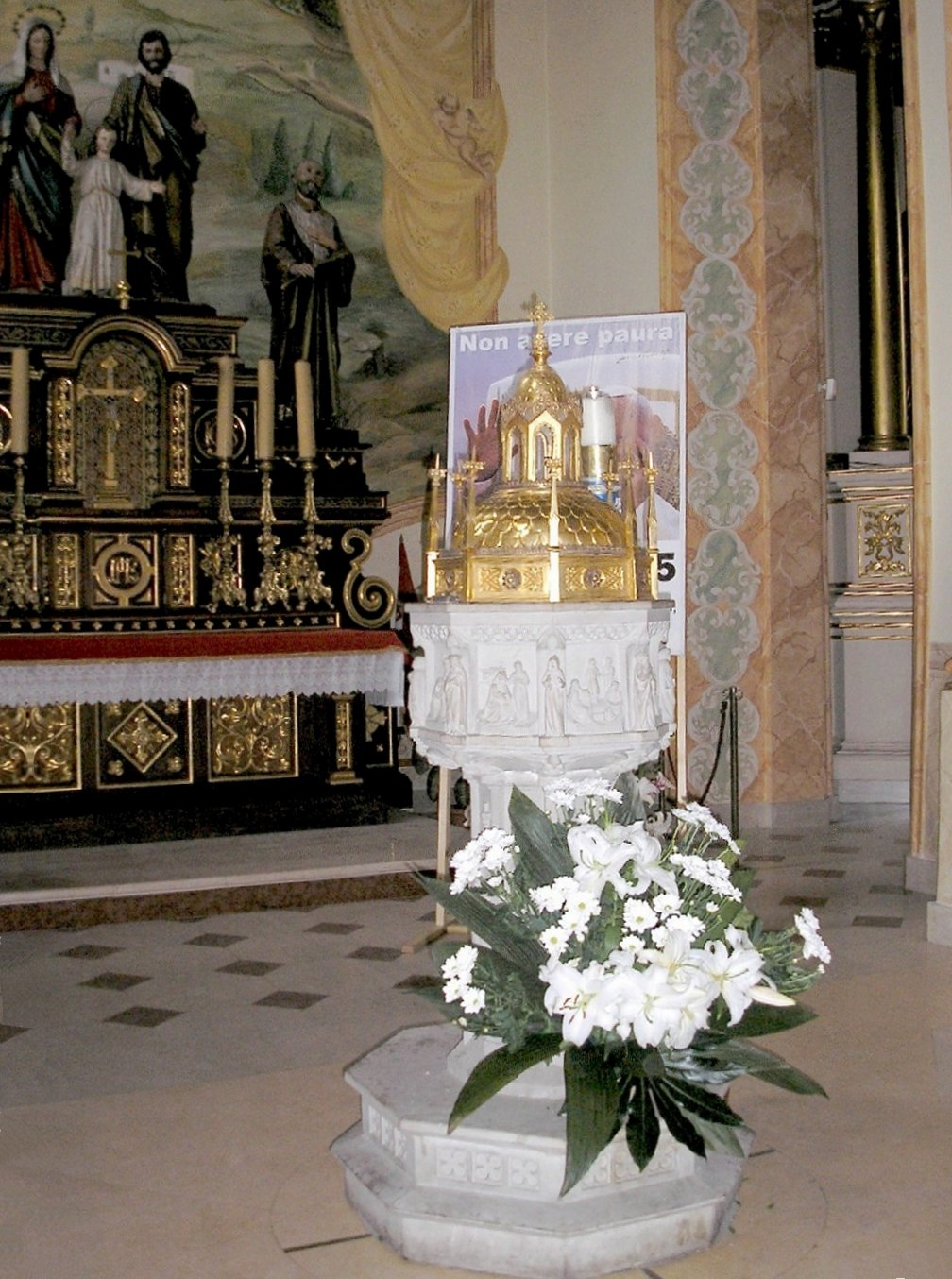
Pila bautismal en Wadowice, donde S.S. Juan Pablo II fue bautizado.

La pila bautismal también conocida con el nombre de fuente bautismal, es una estructura cóncava que sirve como recipiente del agua que se utilizará para impartir el sacramento del bautismo.

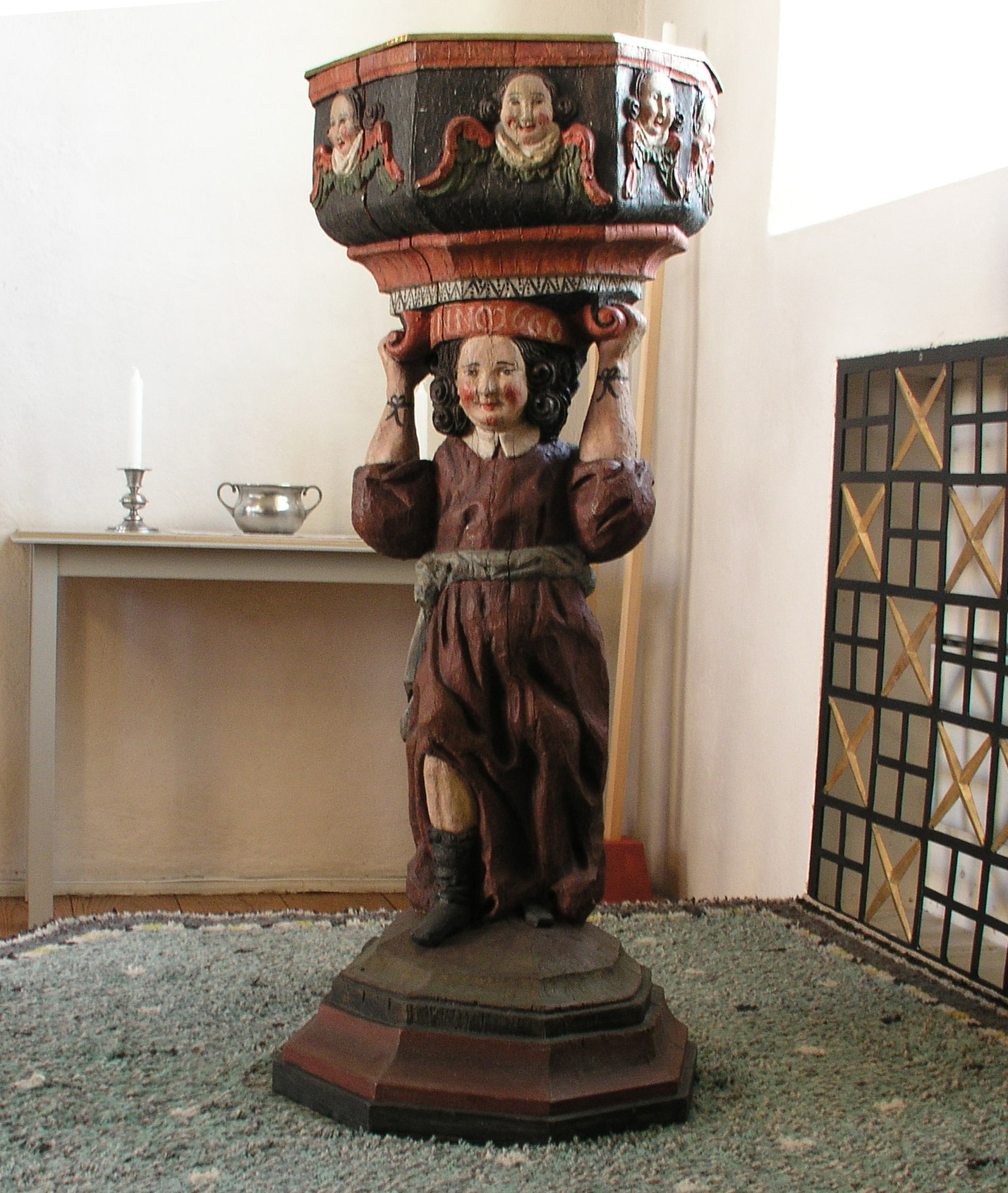
Pila bautismal del.

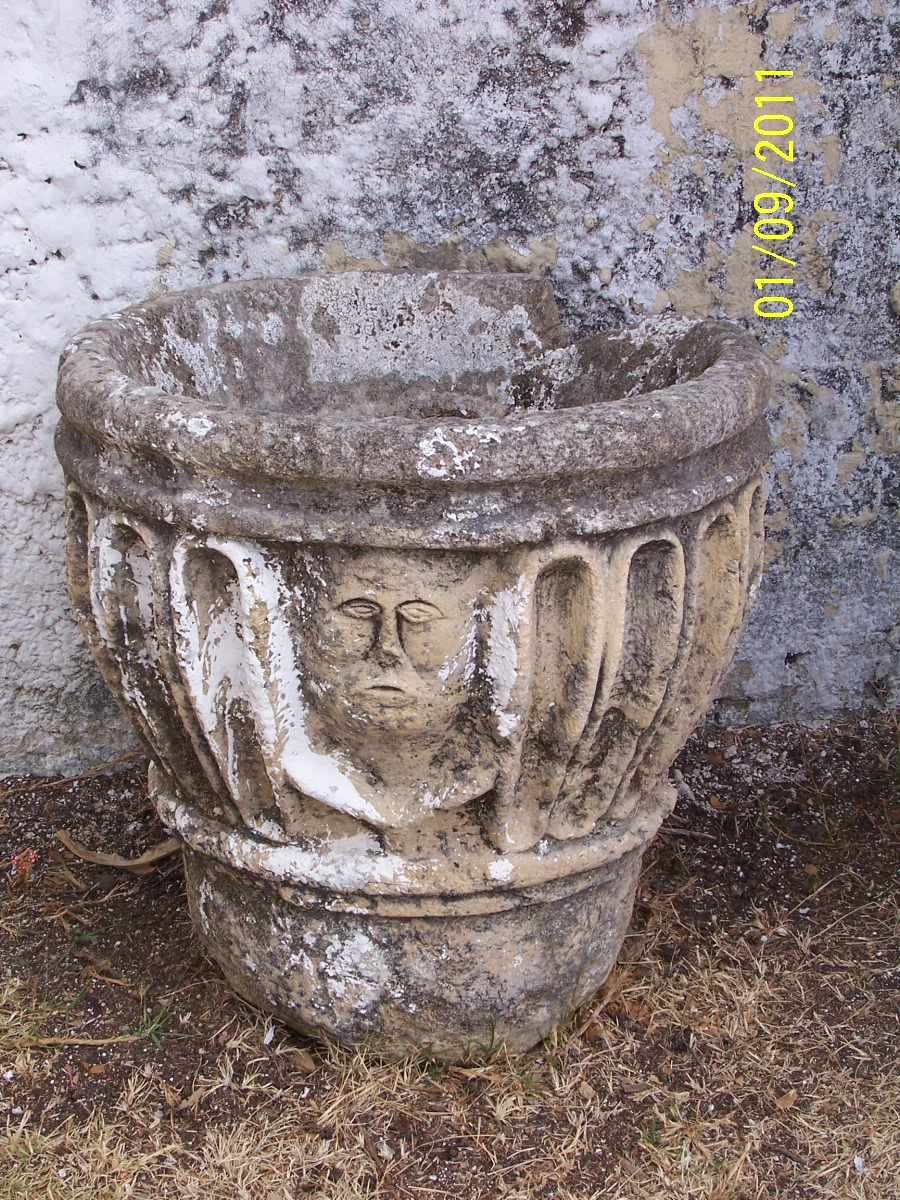
Pila bautismal,, San Juan Achiutla, Oaxaca, México.

Las pilas bautismales se encuentran ya en las catacumbas y desde la paz de Constantino I el Grande en los baptisterios, de fábrica. Las primitivas eran grandes pilas rectangulares y estaban hundidas en el suelo, apareciendo únicamente los bordes encima de él como puede verse en las catacumbas de San Ponciano, donde todavía se conserva una con la particularidad de introducirse en ella el pie de una cruz pintada con gran ornato en el muro. Continuó en los baptisterios construidos desde la paz constantiniana el uso de las pilas grandes y hundidas ya de forma rectangular ya poligonales y cilíndricas, aunque también se dispusieron luego otras elevadas sobre el suelo. Estas últimas se hacían comúnmente de piedra, pero las hubo de bronce, apoyadas unas y otras sobre algún pie o soporte unido a ellas. Suprimido casi en absoluto el bautismo por inmersión al finalizar el siglo XIV (aunque siguió como parcial en algunos lugares durante dos siglos más), las pilas se hicieron de menor tamaño desde el siglo XV y cubrieron en este siglo con una especie de torrecilla o cimborio, o algún otro tipo de tapa.
El exterior de las pilas que no estaban hundidas se adornó con relieves propios del estilo dominante en la época de su labra y a veces con figuras y símbolos alusivos al bautismo. Pero el interior quedaba liso, dividido por lo general en las pilas pequeñas por un tabique en dos compartimientos, uno como depósito y otro para recoger el agua que caía de la cabeza del bautizado.
Se conservan en diferentes lugares pilas de los primeros siglos de la Edad Media como: 
- la cilíndrica de Grottaferrata (cerca de Roma), atribuida al siglo V
- la de Baños de Cerrato (Palencia), que puede ser del siglo VII como lo principal de su iglesia y mide 1,10 metros de diámetro
- la de San Isidoro de León, rectangular y con toscos relieves de figuras o escenas bíblicas, atribuida al siglo X
- la de Beuda (Gerona), del siglo XI
- la de San Pedro de Villanueva (Asturias), del año 1107
- la de San Vicente de Ávila (siglo XII)